# Credo EN 9,5
A Credo EN 9,5, városi vagy elővárosi alkalmazásra szánt autóbuszt a Krankovics István tulajdonában álló győri Kravtex-Kühne Csoport gyártja. Részben az alacsony padlós típuscsaládjának egy 9,6 m hosszú, midi változata. 
Két utasajtóval rendelkezik, melyek közül az első egyfelszállósávos, a második teljes szélességű.
Huszonegy példány készült az autóbuszokból, a sárga színű prototípus a budapesti próbaüzem után a Szabolcs Volánnál talált gazdára, 2010. szeptember 22-én, az autómentes napon a budapesti korszerű autóbusz-bemutatón már a Volán színeiben, LTL-642 rendszámmal jelent meg.
2010. december 22-én további három autóbuszt adtak át, ezúttal a Kapos Volán részére. Ezek a buszok elővárosi forgalomban közlekednek, és a prototípustól eltérően ZF gyártmányú manuális váltóval rendelkeznek.
2011. február 28-án adták át a Borsod Volán részére az első öt példányt abból a tízdarabos szériából, amelynek szállítására kiírt tendert még 2010 végén nyerte meg a Kravtex. A további öt busz március közepéig állt forgalomba. Ezek a kocsik a prototípushoz nagyon hasonló külsővel és technikai paraméterekkel, de már Rába tengelyekkel kerültek a megrendelőhöz. Felszereltségük valamivel szerényebb a prototípushoz képest, a légkondicionálót, a légcsatornákat és az elektronikus kijelzőket ezúttal mellőzték.
A Kravtex-Kühne Csoport, 2011-től, folyamatosan újította meg típusait, utódjának a 2016 őszén bemutatott  Credo Econell 10 tekinthető.

## Lásd még
- Credo BN 12
- Credo EN 12
- Credo BN 18
- Credo EN 18